# ダビューク (ドック型輸送揚陸艦)
| USS Dubuque (LPD-8) |                                                                    |
| 艦歴                |                                                                    |
| 発注                | 1963年1月25日                                                      |
| 起工                | 1965年1月25日                                                      |
| 進水                | 1966年8月6日                                                       |
| 就役                | 1967年9月1日                                                       |
| 退役                | 2011年6月30日                                                      |
| その後              |                                                                    |
| 除籍                |                                                                    |
| 母港                | カリフォルニア州サンディエゴ                                       |
| 性能諸元            |                                                                    |
| 排水量              | 満載排水量:17,252トン 軽荷排水量:9,521トン 積載重量トン: 7,731トン |
| 長さ                | 全長：173.7 m (570 ft), 水線長：167 m (548 feet)                   |
| 幅                  | 全幅：30.4 m (100 ft), 水線長：25.6 m (84 feet)                    |
| 吃水                | 最大:7 m (23 feet) , 限界:7 m (23 feet)                            |
| 機関                | 蒸気タービン2基、2軸推進、 24,000 shp                              |
| 速度                | 最大：21 ノット                                                    |
| 乗員                | 士官61名、兵員600名                                                |
| 兵装                | ファランクス20mmCIWS 2基 25mm Mk 38機銃 2基 12.7mm機銃 8基         |

ダビューク (USS Dubuque, LPD-8) は、アメリカ海軍のドック型揚陸艦。クリーブランド級ドック型輸送揚陸艦の2番艦。アイオワ州ダビュークに因んで命名され、その名を持つ艦としては2隻目である。

## 艦歴
ダビュークは1965年1月25日にミシシッピ州パスカグーラのインガルス造船で起工した。1966年8月6日に進水し、1967年9月1日にバージニア州ポーツマスのノーフォーク海軍造船所で就役する。1967年11月にパナマ運河を通過し、最初の母港であるカリフォルニア州サンディエゴに到着した。
1968年から1975年まで、ダビュークは西太平洋に配備され、ベトナムで各種の任務に就いた。1968年10月に北ベトナムから釈放された14名の捕虜を本国に送り届けた。1969年から1971年まで戦争の「ベトナム化」に伴い10のキーストーン・カージナル部隊を沖縄に上陸させた。1973年2月から6月までダビュークはハイフォン港の機雷掃海作業、クリーン・スイープ作戦に従事しヘリコプターの母艦となった。1975年4月にはサイゴン撤退と、南ベトナム難民救助に参加した。
1985年8月15日にダビュークは、サンディエゴから新たな母港である長崎県佐世保に向けて出航した。艦は9月4日に佐世保に到着した。第7艦隊所属となったダビュークの主な任務は、西太平洋における海兵隊のサポートであった。
1988年5月にダビュークはペルシャ湾に展開し、イラン・イラク戦争中の米国タンカーを保護するための機雷掃海作業に従事する。1989年には、クーデター未遂事件が起きたフィリピンでアメリカ人保護の為の作戦に参加した。
1990年8月のイラクのクウェート侵攻で、ダビュークは砂漠の盾作戦に参加しペルシャ湾に展開した。同艦は揚陸準備グループBの主力として、多国籍軍創設初期に海兵隊上陸チームをサウジアラビアのアル・ジャビルに揚陸した。
1999年7月30日にダビュークはジュノー (USS Juneau, LPD-10) と任務を交代し、再びカリフォルニア州サンディエゴが母港となる。1999年の6月から9月まで、ダビュークは姉妹艦のジュノーと最初のシップ・スワップを行った。両艦の乗員は引き続いてそれまでの母港に留まることとなり、ダビュークは母港のカリフォルニア州サンディエゴに帰港した。
2006年9月から2007年5月まで、ダビュークはボクサー (USS Boxer, LHD-4)、コムストック (USS Comstock, LSD-45) と共に展開し、「イラクの自由作戦」に参加する第15海兵隊遠征隊をイラクに運んだ。様々な任務の中には、イラク軍捕虜の拘留施設としての任務も含まれた。ダビュークはまた、ペルシャ湾北部の石油運搬設備の保護および維持も行った。
2008年にはペリリュー遠征打撃グループと共に展開した。ダビュークの乗組員は海賊の特定と追求、オマーン湾およびアフリカの角における海賊の情報収集に従事した。また、ペルシャ湾に向かう途中で沈没したフィリピン・コースト・ラインの船舶の乗員6名を救助した。この一件は、アメリカの海上戦略が危機および非常時に柔軟に対処できることを立証した。
2009年5月上旬、乗員が豚インフルエンザに感染、発症したためダビュークは南太平洋での人道救助任務を中止しなければならなかった。その後もう50件のH1N1（豚インフルエンザ）感染例が発見された。
2010年9月9日、海軍はソマリア沖でドイツ国旗を掲げたMVジャーマン・スターに対し、ダビュークから第15海兵隊遠征隊の急襲部隊を派遣しこれを制圧した。同船は前日海賊の襲撃を受け乗っ取られていた。海兵隊は9名の海賊を拘束し、船のセーフルームに避難していた11名の乗組員を救出した。伝えられるところによると、弾丸の発射は無く負傷者も報告されなかった。
ダビュークは2011年6月30日に退役した。

## 避難民論争
1988年6月10日、ダビュークはベトナムからの110名の避難民の乗るボートを発見した。少なくとも20名が漂流の間に死亡した。ベトナム難民達はエンジンの故障のため19日間沖で漂流していたが、ダビューク艦長のアレクサンダー・バリアン大佐には7日間の漂流と人数は60名と誤って伝えられた。艦長はボートと食料、水、海図を避難民に提供したが、彼らを乗艦させず、それ以上の援助は行わなかった。水と食料は数日間もったものの、避難民の乗るボートはさらに19日間漂流した。その後30名が死亡し、生き残った避難民はやむを得ず死者の肉を食していた。ボートは結局フィリピンの漁師によって救助された。
バリアン大佐は太平洋艦隊司令官によって解任された。彼は提督裁決を拒否し、軍法会議を要求した。裁判の結果彼は職務怠慢に関して有罪であるとされ、戒告が行われた。

## 新型インフルエンザ
2009年5月6日、アメリカ海軍は、ダビュークの乗組員1名が新型インフルエンザ（豚インフルエンザ）に感染していることが確認され、他の50名の乗組員も発熱症状を訴えたため、同年6月1日から予定されていた同艦の南太平洋への航海任務を中止すると発表した。

## 表彰
ダビュークは1個の海軍部隊章、4個の殊勲部隊章、3個の戦闘効率賞、3個の遠征部隊メダル、3個の災害派遣従軍章を受賞し、西太平洋およびインド洋での無数の揚陸演習に参加した。

## 参照
1. ↑  “US navy halts aid vessel over flu”. BBC News. (2009年5月6日) 2009年5月6日閲覧。
2. ↑   “U.S. forces board pirate-captured vessel, seize control”. CNN. (2010年9月10日)
3. ↑  Rubel and Lucas, Case Studies, p. 13-15, p. 199.
4. ↑  Rubel and Lucas, Case Studies, p. 199.
5. ↑  Liewer, Steve, "Suspected flu outbreak forces Navy ship to scrub mission", San Diego Union-Tribune, May 5, 2009.
6. ↑  “アーカイブされたコピー”. 2004年10月14日時点のオリジナルよりアーカイブ。2015年1月31日閲覧。

- Rubel, Rick; Lucas, George (2006 reprint). Case Studies in Ethics for Military Leaders. Boston: Pearason Custom Publishing. ISBN 0-536-27018-X